# Götz von Berlichingen mit der eisernen Hand (Film)
Götz von Berlichingen mit der eisernen Hand ist ein deutscher Spielfilm von Wolfgang Liebeneiner aus dem Jahre 1979 mit Raimund Harmstorf in der Titelrolle.

## Handlung
Zur Zeit der Bauernkriege gerät der freie Ritter Götz von Berlichingen in eine heftige Fehde mit dem Bischof von Bamberg, weil dieser einen seiner Knechte gefangen hält und foltern lässt. Daraufhin nimmt Götz Adelbert von Weislingen gefangen, einen Jugendfreund im bischöflichen Dienst. Auf der Burg Jagsthausen versucht Götz ihn davon zu überzeugen, sich auf seine Seite zu schlagen. Um das neue Treuebündnis zu besiegeln, verlobt sich Adelbert mit Maria, der Schwester Berlichingens. Der Bischof entsendet daraufhin seinen Sekretär Liebetraut, der Weislingen davon überzeugen soll, nach Bamberg zurückzukehren. Weislingen kehrt „probeweise“ in die Bischofsresidenz zurück und verliebt sich dort in die junge Adelige Adelheid von Walldorf. Schließlich kehrt er in die bischöflichen Dienste zurück und heiratet Adelheid.
Daraufhin eskaliert die Situation. Götz von Berlichingen verspricht nunmehr seine Schwester dem einflussreichen Ritter Franz von Sickingen und überfällt reiche Kaufleute als Repressalie für die Gefangennahme eines seiner Reiter. Von Weislingen beeinflusst, belegt Kaiser Maximilian Ritter Götz mit der Reichsacht und lässt diesen von einem eigens aufgestellten Heer verfolgen. Götz verschanzt sich mit seinen Getreuen in seiner Burg und wird belagert. Schließlich ergibt er sich der Übermacht, handelt aber zuvor einen freien Abzug aus, an den sich der Gegner nicht hält. In der Hand seiner Feinde, wird Götz im Rathaus von Heilbronn vor Gericht gestellt. Er beteuert seine Unschuld. Sein Schwager in spe, Sickingen, befreit ihn in einem Handstreich, als er mit seinen Männern im Rathaus erscheint und die Ratsherren gefangen nimmt.
Bald gerät das Land in schweren Aufruhr. Aufständische Bauern wollen Götz von Berlichingen nach den folgenden, schweren Ausschreitungen zu ihrem Hauptmann machen. Er lässt sich dazu überreden, besteht aber darauf, fortan keine Gewalt mehr ausüben zu wollen. Doch seine Mannen halten sich nicht daran. Als wenig später die Stadt Miltenberg überfallen und niedergebrannt wird, gerät Berlichingen in die Hände der Reiter Adelbert von Weislingens. Dessen Frau will sich derweil von ihm lösen, um sich dem designierten Kaiser Philipp anzunähern. Weislingens Knappe Franz ist Adelheids Geliebter geworden und ihr hörig. Auf ihren Wunsch hin vergiftet er Weislingen. Verzweifelt über sein Tun, nimmt der Knappe sich anschließend das Leben. Adelheid wird von einem Femegericht wegen Ehebruchs und Mordes zum Tode verurteilt. Der bei der Festnahme schwer verletzte und durch die ihm widerfahrene Ungerechtigkeit gebrochene Götz erwartet inzwischen sein Schicksal im Kerkerturm zu Heilbronn. Marie konnte Weislingen in der Nacht des Giftmordes aber noch dazu bringen, das Todesurteil gegen ihren Bruder aufzuheben. So stirbt Götz, umgeben von seiner Frau und seiner Schwester, zwar trotzdem an seinen Verletzungen, hat sich aber am Ende wieder mit der Welt ausgesöhnt.

## Produktionsnotizen
Dem Film lag das gleichnamige Schauspiel von Johann Wolfgang von Goethe zugrunde.
Während Regisseur Liebeneiner sich um die Schauspielerführung kümmerte, überließ er dem Kollegen Harald Reinl, der ungenannt blieb, die Regie der Action-Sequenzen.
Die Dreharbeiten fanden vom 17. Juli bis 7. September 1978 statt. Gedreht wurde insgesamt an 38 Tagen. Drehorte waren Lungau in Österreich sowie bei Zagreb in Jugoslawien. Der Film wurde am 21. Dezember 1978 fertiggestellt und passierte die FSK am 4. bzw. am 12. Januar 1979. Die Uraufführung fand am 19. Januar 1979 in Hamburg (drei Kinos), Münster und Pforzheim statt. Der Film, produziert von drei Münchner Firmen und dem Bayerischen Rundfunk, entstand in Zusammenarbeit mit der jugoslawischen Jadran-Film.
Die Filmbauten entwarf Nino Borghi, die Kostüme Heidi Wujek. Fritz Baader assistierte seinem langjährigen Lehrmeister, dem Kameramann Ernst W. Kalinke. Reinl setzte als Regisseur des zweiten Teams über 200 Statisten für die Kampfszenen ein.

## Kritik
Das Lexikon des Internationalen Films schrieb „Der biederkonventionelle Film Liebeneiners ist natürlich weniger an einem politischen und sozialen Zeitbild des Mittelalters als an aufwendigen Actionszenen interessiert.“
Das große Personenlexikon des Films nannte den Film eine „einzig auf äußere Schauwerte abzielende[n] Verfilmung von Goethes Mittelalter-Drama“
Cinema bezeichnete Götz von Berlichingen mit der eisernen Hand als eine „weitgehend wortgetreue Verfilmung der Goethe-Vorlage“.